# Clément Vergé
Clément Vergé (Francia, 13 de septiembre de 2001) es un jugador profesional francés de rugby que se desempeña en la posición de pilar izquierdo en Stade Toulousain, equipo perteneciente a la liga Top 14.

## Carrera
Vergé es un jugador de formación francesa (JIFF). En 2007 comenzó su carrera deportiva con el equipo Saint-Girons SC Couserans, en el cual jugó once temporadas (2007-2018), después pasó a Stade Toulousain, donde lleva jugando seis temporadas.